# 恋文 (新しい学校のリーダーズの曲)
「恋文」（こいぶみ）は、新しい学校のリーダーズの楽曲。2020年5月22日に配信限定シングルとしてリリースされた。
　

## 概要
前作「ケセラセラ」より1週間後のリリースで、3作連続デジタルリリースの第3弾。作詞・作曲にはMUTEKI DEAD SNAKEが初起用された。
前作同様、ミュージック・ビデオはメンバー自らの手で制作されている。コロナ禍によって頻繁に会う事ができなかった状況において、メンバーそれぞれの自宅で撮影した映像を組み合わせて作られている。

## 関連作品
- マ人間